# 8103 Фермі
8103 Фермі́ (8103 Fermi) — астероїд головного поясу, відкритий 19 січня 1994 року.
Тіссеранів параметр щодо Юпітера — 3,251.